# إيرل ماكدونالد
إيرل ماكدونالد (بالإنجليزية: Earl MacDonald) هو عازف بيانو وملحن أمريكي، ولد في 26 يوليو 1970 في وينيبيغ في كندا.

## وصلات خارجية
- إيرل ماكدونالد على موقع ميوزك برينز (الإنجليزية)